# Circuito de Guecho de 2016
A 31.ª edição do Circuito de Guecho foi uma corrida de ciclismo que se disputou a 31 de julho de 2016 sobre um traçado de 170 quilómetros com início e final em Guecho.
A prova pertenceu ao UCI Europe Tour de 2016 dos Circuitos Continentais da UCI, dentro da categoria 1.1.
A corrida foi vencida pelo corredor italiano Diego Ulissi da equipa Lampre-Merida, em segundo lugar Simon Yates (Orica-BikeExchange) e em terceiro lugar José Herrada (Movistar Team).